# Mount Jim Crow National Park
Mount Jim Crow National Park är en park i Australien. Den ligger i delstaten Queensland, omkring 530 kilometer nordväst om delstatshuvudstaden Brisbane. Mount Jim Crow National Park ligger 65 meter över havet.
Närmaste större samhälle är Yeppoon, omkring 15 kilometer nordost om Mount Jim Crow National Park.
Omgivningarna runt Mount Jim Crow National Park är huvudsakligen savann. Runt Mount Jim Crow National Park är det mycket glesbefolkat, med 2 invånare per kvadratkilometer. Genomsnittlig årsnederbörd är 1 140 millimeter. Den regnigaste månaden är januari, med i genomsnitt 296 mm nederbörd, och den torraste är augusti, med 18 mm nederbörd.